# Världsmästerskapet i fotboll 1942
Världsmästerskapet i fotboll 1942 skulle spelas 1942. Då Fifa hade sin 23:e kongress i Berlin den 13 augusti 1936 ansökte Tyskland om att få anordna turneringen. I juni 1939 ansökte Argentina om att få anordna turneringen. Som en följd av andra världskriget ställdes turneringen in. Nästa världsmästerskap i fotboll avgjordes först 1950 i Brasilien.
Pokalen hölls under andra världskriget gömd i en skokartong hos den italienske vicepresidenten i FIFA, Dr. Ottorino Barassi, i Rom eftersom Italien då var 2-faldigt regerande världsmästare och därmed också beskyddare av pokalen tills nästa VM.

### Fotnoter
1. ↑  Jesper Högström (12 juli 2006). ”Historisk guide till fotbolls-VM” (på svenska). Populär historia. https://popularhistoria.se/vardagsliv/sport/historisk-guide-till-fotbolls-vm. Läst 26 december 2018.